# Profiterole

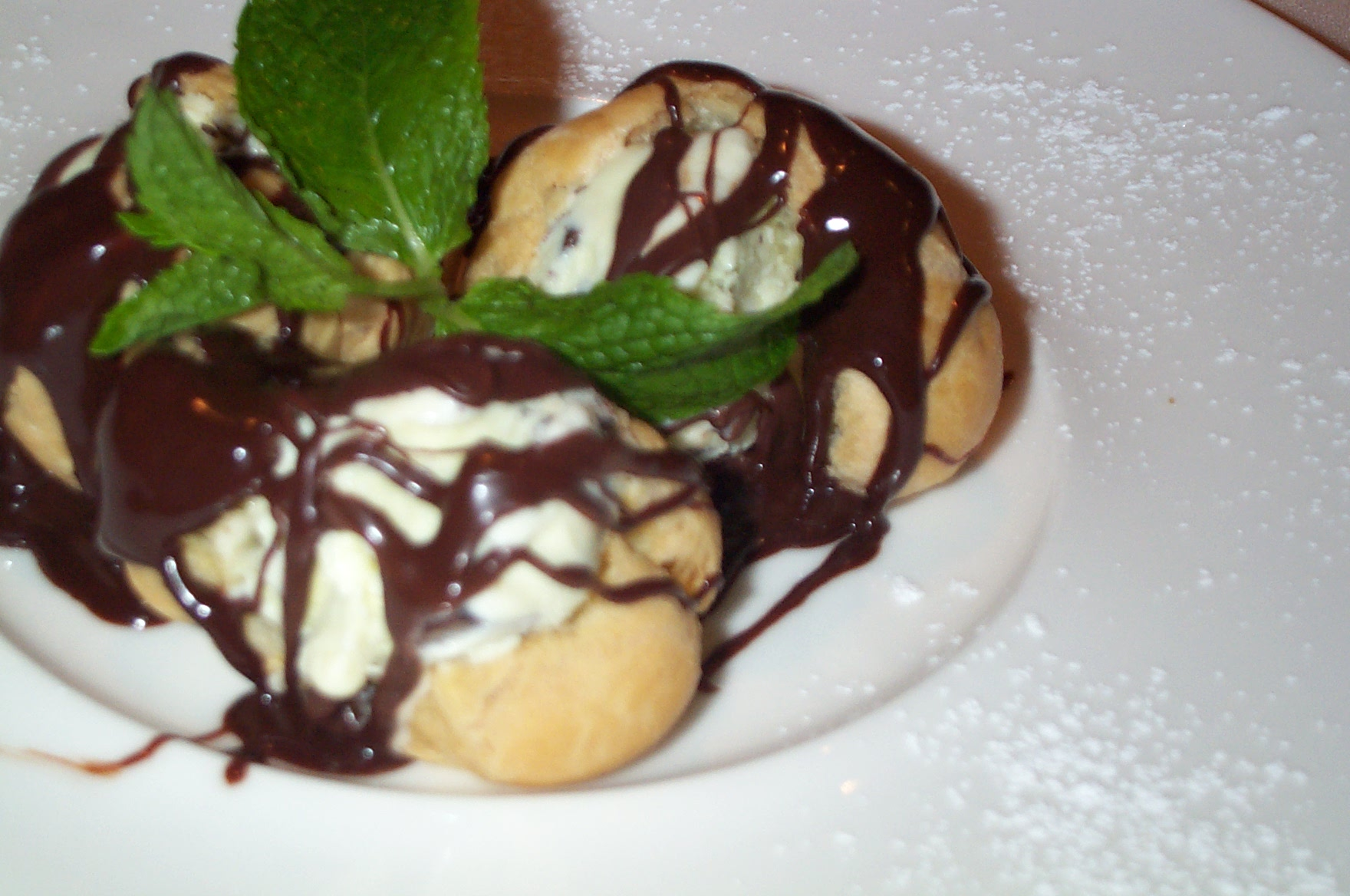
Profiteroles

Profiterole é uma sobremesa feita com uma massa açucarada (conhecida como choux) recheada com cremes, sorvetes e caldas de acordo com a preferência do consumidor. O doce é bastante popular na França, país no qual foi considerado uma iguaria real em meados do século XVI. Atendendo a um pedido de Catarina de Médici, soberana da França na época, um chef italiano criou a receita. A receita se tornou muito popular no México com o tempo.